# Кокршки партизански одред
Кокршки народноослободилачки партизански (НОП) одред је био партизанска јединица у саставу Народноослободилачке војске и партизанских одреда Југославије током Другог светског рата у Југославији. 

## Историјат
Формиран је на Калишама (код Крања) 18. јуна 1942. од Камнишког и Кокршког батаљона (око 220 бораца), у саставу 1. групе НОП одреда. Дејствовао је источно од Саве на крањском, тржичком и камничком подручју. Јединице Одреда, које су, углавном, дејствовале по батаљонима и четама, усмериле су главну активност на рушење објеката и запречавање друмова који повезују Горењско с Корушком и Штајерском (љубељски и језерски друм, преко Чрнилеца, тухињски и тројански). Одред је упутио прве патроле у Корушку већ током јула 1942, а 17. августа на краће време и 2. батаљон. Ускоро затим Одред је захватила немачка офанзива која је с мањим прекидима трајала у Горењском до краја 1942. Најтеже губитке претрпео је 2. батаљон, кад је 13. септембра у шуми Уден боршту скоро цео опкољен од око 3000 Немаца. У дводневним борбама погинуло је 25, заробљено 22, док се спасло свега 5 бораца. Почетком децембра Одред је имао свега око 100 бораца (2. батаљон — 19 бораца). 24. децембра на Костанјској планини (близу Камнника) Камнишки и Моравски батаљон Одреда водили су оштре борбе против јаких непријатељских снага, претрпевши осетне губитке. У јануару 1943. Одред је расфомиран, а преостали борци ушли су у састав Камнишког батаљона. Кокршки НОП одред је поновно формиран 27. августа 1944. у Драги, од дела Горењског НОПО. При формирању је имао 3 батаљона и минерску чету са око 400, али је ускоро нарастао на преко 550 бораца. Дејствовао је у источном Горењском, у прво време под непосредном командом Штаба 9. корпуса, а од новембра под командом 4. оперативне зоне. На подручју Караванки и Савињских Алпа садејствовао је осталим јединицама 4. оперативне зоне у многобројним диверзантским акцијама и нападима на немачке колоне на планинским пределима који воде из Горењског у Штајерску. Посебно се истакао у борби са деловима
немачког 184. ландесшицен пука у Лому код Тржича 22. новембра 1944, када им је нанео губитке од 33 погинула и 36 рањених. Покушај немачких јединица да интервенцијом из Крања притекну у помоћ снагама у селу Лому осујетили су делови Одреда. Одред је 3. децембра напао домобранско упориште у Ковору (али га није заузео). Од 22. фебруара до 28. фебруара 1945. делови немачког 14. и 28. СС полицијског пука и јединице словеначких домобрана напали су Одред са циљем да га одбаце од комуникација, ради неометаног извлачења у Аустрију. После тешких борби, Одред је успео да очува своје снаге. У операцијама за коначно ослобођење Горењског, Одред је 4. маја 1945. из затвора у Бегуњама, пошто је принудио немачку стражу на предају, ослободио 650 политичких затвореника, а потом кренуо преко Стола у Корушку и заједно с Корушким НОПО разоружао преко 1000 Немаца у Розенталу (Рожна долина), и 9. маја ушао у Клагенфурт (Целовец).